# Refugee
Refugee (tłumaczenie: "Uchodźca") – bollywoodzki dramat miłosny wyreżyserowany w 2000 roku przez J.P. Dutta, autora Border, Umrao Jaan i LOC Kargil. W filmie tym debiutują Abhishek Bachchan, syn sławnego aktora Amitabh Bachchana i Kareena Kapoor, siostra aktorki Karisma Kapoor. Ponadto w filmie występują też Jackie Shroff, Sunil Shetty i Anupam Kher. Tematem filmu jest historia miłości Pakistanki, która rozgrywa się na tle exodusu muzułmańskiej rodziny uciekającej w 1971 roku przez Indie ze Wschodniego Pakistanu przekształconego w wyniku wojny w Bangladesz do Zachodniego Pakistanu.
J.P. Dutta jest scenarzystą, reżyserem i producentem filmu.

## Motywy kina indyjskiego
- wojna 1971 (Bangladesz) – 1971, Border * uchodźcy * muzułmanie (Dev, Fiza, Yahaan) * granica (Veer-Zaara, Jestem przy tobie, LOC Kargil) * pustynia (Road, Lamhe) * wiara w Boga, modlitwa * wykorzeniony, bez rodziny (Chori Chori, Main Prem Ki Diwani Hoon) * miłość * relacje Pakistan – Indie * śmierć babci (Czasem słońce, czasem deszcz) * charpai (Lajja, Blackmail, Veer-Zaara) * relacja "ojciec"- "syn" * relacja braci * zdrada brata * budowa domu * "noc poślubna" (Lamhe, Kaaka Kaaka) * wolny związek * terroryzm (Sarfarosh, Fanaa, Misja w Kaszmirze, Yahaan, Dil Se) * dramatyczna relacja ojca z synem * wyrzucenie syna z domu * córka hańbiąca honor ojca (Hamara Dil Aapke Paas Hai) * próba spalenia człowieka (Kudrat, Zamaana Deewana) * dramatyczna relacja ojca z córką * ucieczka z ukochanym (Dil, Road, 7/G Rainbow Colony, Qayamat Se Qayamat Tak) * wielbłądy (Lamhe) * szpital * armia * (Lakshya, LOC Kargil) * granica rozdzielająca kochanków (Veer-Zaara, Pinjar) * lekcja chodzenia bez kul (Chandni, Koyla) * ciąża bez ślubu (Salaam Namaste, Heyy Babyy) * muzułmańskie święto religijne * jedność Indii niezależnie od wyznania (Dev) * brat przeciw bratu * wiec * pogrzeb muzułmański (Fiza) * walka i spalenie człowieka (Parinda, Provoked) * na zawsze pożegnanie z rodzicami (Swami) * jedność Indii i Pakistanu * oddanie ukochanej innemu (Cicho sza!, Dil Hai Tumhaara) * ślub muzułmański * poród (Salaam Namaste, Coś się dzieje) * 15 sierpnia Indyjskie Święto Niepodległości (Dil Se)

## Obsada
- Abhishek Bachchan – Refugee
- Kareena Kapoor – Nazneen "Naaz" M. Ahmed
- Kulbhushan Kharbanda – Manzur Ahmed, jej ojciec
- Sunil Shetty – Mohammad Ashraf, oficer pakistański
- Jackie Shroff – Raghuvir Singh, oficer indyjski
- Sudesh Berry – Gul Hamid, przywódca terrorystów
- Anupam Kher – Jaan Mohammad, ojciec Shadaba i Refugee
- Shadaab Khan – Shadab J. Mohammad
- Reena Roy – Amina J. Mohammad, matka Shadaba i Refugee
- Ashish Vidyarthi – Makkad, pomaga w przemycie
- Avtar Gill – Atta Mohammad
- Vrajesh Hirjee – BSF Officer
- Puneet Issar – Sikh Priest
- Geetawali Rajkumari – siostrzyczka Naaz – Salma
- Mukesh Tiwari – Tausif, oficer pakistański

## Muzyka i piosenki
Muzykę do filmu skomponował Anu Malik, twórca muzyki do takich filmów jak: Akele Hum Akele Tum, Chaahat, Miłość, Border, China Gate, Fiza Aśoka Wielki, Aks, LOC Kargil, Tamanna, Ishq Vishk, Murder, Fida, No Entry, Humko Deewana Kar Gaye, Zakochać się jeszcze raz,  Umrao Jaan, czy Paap. Nagroda Filmfare za Najlepszą Muzykę za Baazigar i Jestem przy tobie.
| Piosenkę               | śpiewa(ją)                                                  |       | na ekranie przedstawiają           |
| ---------------------- | ----------------------------------------------------------- | ----- | ---------------------------------- |
| Aisa Lagta Hai         | Sonu Nigam & Alka Yagnik                                    | 7:28  | Abhishek Bachchan & Kareena Kapoor |
| Jise Tu Na Mila        | Sukhwinder Singh & Shankar Mahadevan                        | 10:58 |                                    |
| Mere Humsafar          | Sonu Nigam & Alka Yagnik                                    | 7:50  | Abhishek Bachchan & Kareena Kapoor |
| Panchi Nadiya Pawan Ke | Sonu Nigam, Alka Yagnik, Abhishek Bachchan & Kareena Kapoor | 9:46  | Abhishek Bachchan & Kareena Kapoor |
| Raat Ki Hatheli Par    | Udit Narayan, Abhishek Bachchan & Kareena Kapoor            | 6:58  | Abhishek Bachchan & Kareena Kapoor |
| Taal Pe Jab            | Sonu Nigam & Alka Yagnik                                    | 7:13  | Abhishek Bachchan & Kareena Kapoor |

## Nagrody

### Nagrody IIFA
- Nagroda IIFA za Najlepszą Muzykę – Anu Malik
- Nagroda IIFA za Najlepszy Tekst Piosenki – Javed Akhtar za Panchhi Nadiya
- Nagroda IIFA za Najlepszy Tekst Piosenki – Amit Gupta za Panchhi Nadiya

### Nagrody Filmfare
- Nagroda Filmfare dla Najlepszego Aktora Drugoplanowego – Sunil Shetty
- Nagroda Filmfare za Najlepszy Debiut – Abhishek Bachchan
- Nagroda Filmfare za Najlepszy Debiut – Kareena Kapoor
- NagrodaFilmfare za Najlepszy Tekst Piosenki – Javed Akhtar za Panchhi Nadiya
- Nagroda Filmfare za Najlepszy Playback Męski – Sonu Nigam w Panchhi Nadiya
- Nagroda Filmfare za Najlepszy Playback Kobiecy – Alka Yagnik w Panchhi Nadiya
- Nagroda Filmfare za Najlepsze Dialogi – O.P. Dutta
- Nagroda Filmfare za Najlepsze Zdjęcia – Bashir Ali

### Nagrody Screen Weekly
- Nagroda Screen Weekly za Najlepszy Debiut – Abhishek Bachchan
- Nagroda Screen Weekly za Najlepszy Debiut – Kareena Kapoor